# Ludwig Lewisohn
Ludwig Lewisohn (geboren 30. Mai 1882 in Berlin; gestorben 31. Dezember 1955 in Miami Beach) war ein US-amerikanischer Schriftsteller.

## Leben
Ludwig Lewisohns jüdische Eltern Jacques und Minna Lewisohn emigrierten 1890 aus wirtschaftlichen Gründen in die USA. Sie wohnten zunächst bei Verwandten in St. Matthews, South Carolina und dann in Charleston. Die Familie konvertierte zu den Methodisten, und Ludwig besuchte eine methodistische Schule. Er absolvierte das College of Charleston und studierte danach Literatur an der Columbia University, wo er 1903 einen A.M. erwarb. Eine Promotion eines Juden in englischer Literatur sei aussichtslos, wurde ihm erklärt, weil er danach ohnehin keine Stelle im Lehr- und Wissenschaftsbetrieb bekommen würde. Das veranlasste ihn, zur jüdischen Religion zurückzukehren, aber auch in den jüdischen Gemeinden die Frage nach den von der Mehrheitsgesellschaft gesetzten Grenzen der Assimilation aufzuwerfen. The Island Within (1928) war einer seiner autobiografisch gefärbten Romane zu diesem Thema.
1908 erschien mit Unterstützung Theodore Dreisers sein erster Roman The Broken Snare, der die sexuelle Lust thematisierte, Lewisohns zweites literarisches Hauptthema. Lewisohn interessierte sich für die Psychoanalyse und war Analysand von Abraham Brill. Er stand im Briefwechsel mit Sigmund Freud.
Lewisohn arbeitete ab 1910 als Deutschlehrer an der University of Wisconsin, von 1913 bis 1917 an der Ohio State University. Er übersetzte in dieser Zeit Werke von Gerhart Hauptmann, Hermann Sudermann und Rainer Maria Rilke  und verfasste die Literaturstudien The Modern Drama und The Spirit of Modern German Literature. Er wurde nach Kriegseintritt der USA als Kriegsgegner und deutschfreundlich entlassen. Von 1919 bis 1924 war er Literaturredakteur und Theaterkritiker und später auch Mitherausgeber bei der Wochenzeitung The Nation. Von 1924 bis 1934 hielt er sich in Europa, vornehmlich in Paris, auf, wo er mit der New Yorkerin Thelma Spears (1903–1968) einen Salon führte, und sie den Sohn James Elias (1934–2015) bekamen. Seine Frau Mary Crocker, die er 1906 geheiratet hatte, wollte 1922 nicht in die Scheidung einwilligen, und so bekam er Schwierigkeiten mit dem amerikanischen Konsulat in Paris. In dem Rosenkrieg verhinderte Crocker bis zu ihrem Tod 1946 das Erscheinen des 1926 veröffentlichten Romans The Case of Mr. Crump in den USA. Lewisohn war später noch zweimal verheiratet.
1925 besuchte er die jüdischen Siedlungen in Palästina und wurde ein Verfechter des Zionismus. 1934 zurück in den USA hielt er Reden gegen den Nationalsozialismus und für die Heimstatt Israel. 1944 wurde er Herausgeber der offiziellen zionistischen Zeitschrift The New Palestine. Im Jahr 1948 gehörte Lewisohn zu den Gründern der Brandeis University, an der er bis zu seinem Tod Literatur lehrte.
Er verfasste über 40 Bücher, darunter mehrere autobiografische Schriften, und gab Otto Ranks Der Künstler in der englischen Übersetzung Art and Artist heraus. Er übersetzte auch Literatur aus dem Französischen (The Poets of Modern France). Lewisohn übersetzte Franz Werfels Das Lied von Bernadette und Der Weg der Verheißung ins Englische, ebenso Werke anderer Flüchtlinge wie die von Soma Morgenstern und Martin Buber, die er aus dem Manuskript übersetzte.

## Schriften
- The Broken Snare. 1908.
- A Night in Alexandria. 1909.
- German Style, An Introduction to the Study of German Prose. 1910.
- The Modern Drama. New York 1914.
- Up Stream. 1922.
  - Gegen den Strom : eine amerikan. Chronik. Übersetzung Thea Wolf. Frankfurter Societäts-Druckerei, Frankfurt am Main 1924.
- Don Juan. Boni and Liveright, New York 1923.
- Israel. 1925.
- The Case of Mr. Crump. 1926.
  - Der Fall Herbert Crump. Roman. Vorwort von Thomas Mann. Autorisierte Übersetzung Anna Kellner. Drei Masken Verlag, München 1928.
  - Der Fall Crump. Roman. Nachwort Thomas Mann. Übersetzung Christian Ruzicska. Secession, Zürich 2010.
- The Island Within 1928.
  - Das Erbe im Blut. Roman. Übersetzung Gustav Meyrink. Paul List, Leipzig 1929
- Stephen Escott. Bernh. Tauchnitz, Leipzig 1930.
- Expression in America. 1931.
- The Last Days of Shylock. Illustrationen von Arthur Szyk. 1931
  - Scheilocks letzte Tage. Roman. Übersetzung Magda Kahn. P. List, Leipzig 1931.
- The golden Vase, Roman Summer. 2 novels. The Albatross, Hamburg 1932.
- Racisme contra humanisme. In: Cahiers juifs. Nr. 5/6, Paris 1933, S. 350–362.
- als Hrsg.: Rebirth : a book of modern Jewish thought. Harper, New York 1935.
- Trumpet of Jubilee. 1937.
- Anniversary.
  - Verlorene Tochter. Roman. Übersetzung Rose Richter. Humanitas, Zürich 1949.

Übersetzungen
- Franz Hoellering: The defenders. Little, Brown and Co., Boston 1940. (Die Verteidiger, Zürich 1947)
- Martin Buber: For the sake of heaven. The Jewish Publication Society of America, Philadelphia 1945. (Gog und Magog. Heidelberg 1949)
- Soma Morgenstern: The spirit returneth : a novel. Übersetzung aus dem Manuskript. Jewish Publication Society of America, Philadelphia 1946. (Funken im Abgrund)
- Soma Morgenstern: In my father's pastures. Übersetzung aus dem Manuskript. Jewish Publication Society of America, Philadelphia 1947. (Funken im Abgrund)
- Soma Morgenstern: The third Pillar. Farrar, Straus and Cudahy, New York 1955. (Funken im Abgrund)
- Jacob Picard: The marked One and twelve other stories. Jewish Publication Society of America, Philadelphia 1956. (Der Gezeichnete)
- Jakob Wassermann: Wedlock. Pyramid, New York 1964. (Laudin und die Seinen)